# Isoforma
Una isoforma és una versió d'una proteïna amb petites diferències d'una altra isoforma de la mateixa proteïna. Es poden produir diferents formes d'una proteïna a partir de diferents gens però relacionats entre si, o poden derivar-se del mateix gen per splicing alternatiu. Un gran nombre d'isoforma són causades per polimorfismes de nucleòtid únic, les petites diferències genètiques entre els al·lels d'un mateix gen.
El descobriment de les isoformes explica aparentment el petit nombre de gens codificants que van ser trobats pel Projecte Genoma Humà; la capacitat de crear proteïnes catalítiques diferents partint d'un mateix gen augmenta la diversitat del proteoma. Les isoformes són fàcilment descobertes i descrites per estudis de xips d'ADN i biblioteques d'ADNc.

## Glucoformes
Una glucoforma és una isoforma on les diferents formes d'una glucoproteïna tenen diferents polisacàrids units, ja sigui per modificacions post-traduccionals o co-traduccionals.